# Smithophis arunachalensis
Smithophis arunachalensis — вид змій родини полозових (Colubridae). Описаний у 2020 році.

## Поширення
Ендемік Індії. Поширений в округах Нижня Долина Дібанг та Чангланг у штаті Аруначал-Прадеш на сході країни.

## Опис
Верхня частина тіла чорного кольору, нижня — жовта. Обидві частини розмежовані зігзагоподібним краєм на боках тіла.